# Arne Thisted
Arne Thisted (født 1920) er en tidligere dansk sprinterløber, som løb for Herning GF. 

## Internationale mesterskaber
- 1946 EM 100 meter 11.0
- 1946 EM 4 x 100 meter 43.1 nr.5 Hold: Tage Egemose, Børge Stougaard, Gunnar Christensen og Arne Thisted

## Danske mesterskaber
- Sølv 1947 100 meter 11,1
- Guld 1946 100 meter 11,1
- Guld 1945 100 meter 11,3
- Bronze 1944 100 meter 11,3
- Bronze 1944 4 x 100 meter 44,5
- Bronze 1943 100 meter 11,2

## Personlige rekorder
- 100 meter: 10,8 Aarhus Stadion 2. juni 1942